# Thomas Malone

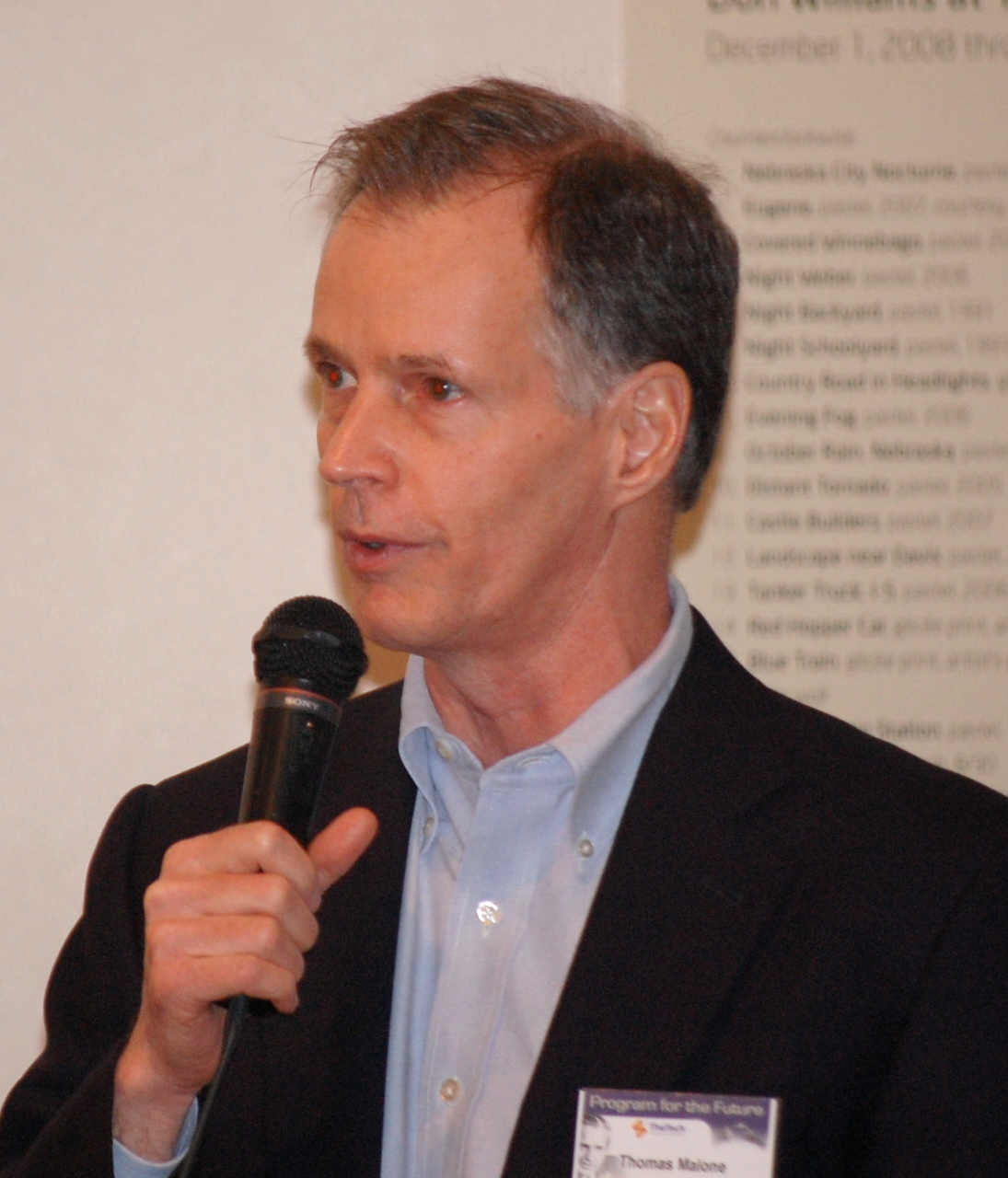
Thomas W Malone

Thomas W. Malone (nacido en 1952) es un teórico organizacional estadounidense , consultor de gestión y profesor de administración de Patrick J. McGovern en la MIT Sloan School of Management . Malone ha sido cofundador de 3 compañías de software.

## Biografía
Thomas W. Malone es el profesor Patrick J. McGovern de Gestión en la Escuela de Administración Sloan del MIT y el director fundador del Centro de Inteligencia Colectiva del MIT . También fue el fundador y director del Centro de Ciencia de Coordinación del MIT y uno de los dos codirectores fundadores de la Iniciativa del MIT sobre "Inventar las organizaciones del siglo XXI ". 
El profesor Malone imparte clases sobre diseño organizacional, tecnología de la información y liderazgo, y su investigación se centra en cómo se puede organizar el trabajo de nuevas maneras para aprovechar las posibilidades que brinda la tecnología de la información.
En un artículo publicado en 1987, Malone predijo muchos de los principales desarrollos en el negocio electrónico en la última década:
- compra y venta electrónica
- mercados electrónicos para muchos tipos de productos
- subcontratación de funciones no esenciales en una empresa
- uso de agentes inteligentes para el comercio.[1]

## Publicaciones
Malone a lo largo de su vida ha publicado más de 75 artículos, trabajos de investigación y capítulos de libros. Una recopilación de ellos son:

### Libros
- Malone, T. W., and Bernstein, M. S. (Eds.), Handbook of Collective Intelligence. Cambridge, MA: MIT Press, 2015.
- Woolley, A., Malone, T. W., & Chabris, C. F. Why some teams are smarter than others. New York Times, January 18, 2015, p. SR5
- Woolley, A. W., Aggarwal, I., and Malone, T. W. (2015). Collective intelligence and group performance. Current Directions in Psychological Science. 24 (6), 420-424

### Juegos de ordenador, gamificación
- Malone, T. W.  What makes things fun to learn? A study of intrinsically motivating computer games. Xerox Palo Alto Research Center Technical Report No. CIS-7 (SSL-80-11), Palo Alto, California, August, 1980.
- Malone, T.W. What makes computer games fun?  Byte, 1981, 6, 258-277 (Reprinted in Computers in Education (U.K.), 1982, 4, 14-21; and in D. Peterson (Ed.), Intelligent Schoolhouse. Reston, VA: Reston Publishing Co. (Prentice-Hall), 1984. Abbreviated version reprinted as: Guidelines for designing educational computer programs, Childhood Education, 1983, 59, 241-247.)
- Malone, T.W.  Heuristics for designing enjoyable user interfaces: Lessons from computer games.  In J.C. Thomas and M.L. Schneider (Rds.), Human Factors in Computer Systems.  Norwood, N.J.: Ablex, 1984, pp. 1-12.

### Diseño de videojuegos
Malone, en 1980, publicó artículos relacionados con el diseño de videojuegos. Su artículo "Hacia una teoría de la instrucción intrínsecamente motivadora" se basó en su disertación de doctorado.
En 1987, junto a Mark Lepper publicaron ”Making learning fun: A taxonomy of intrinsic motivation.”. Observaron cómo los juegos consiguen motivar a los jugadores e involucrarles en la resolución de problemas y el pensamiento crítico.